# Henrik Sjögren (kulturredaktör)
Henrik Anders Sigfrid Sjögren, född 27 juni 1926 i Malmö, död 23 juni 2020 i Solna, var en svensk kulturredaktör på Kvällsposten, författare och kulturråd.
Sjögrens far Albert Sjögren var kontraktsprost i Skåne, och modern, Grete Nizicka, kom från Österrike till Sverige efter första världskriget. Sjögren avlade studentexamen i Hässleholm 1944, och filosofie kandidatexamen vid Lunds universitet 1947, där han  bland annat hade Sture Bolin som lärare. Sjögren blev mångårig kulturredaktör på Kvällsposten (1950–1972), och skrev framförallt om teater. Efter att Kvällspostens kultursida avskaffades arbetade han bland annat som informationschef vid Rikskonserter och var under en period svensk kulturattaché i Bonn.
Sjögren gifte sig 1951 med Ann-Mari Carlsson (1921–2001), dotter till folkskollärare Eric Carlsson och Ellen Cavallin.